# Ivan Klemenčič (muzikolog)
Ivan Klemenčič, slovenski muzikolog in bibliotekar, * 26. oktober 1938, Oštrej, Bosanski Petrovac, Bosna in Hercegovina. 
Diplomiral je leta 1963 na zgodovinskem oddelku Akademije za glasbo v Ljubljani, kjer je 1986 tudi doktoriral. Leta 1967 se je zaposlil v NUK, kjer je (nazadnje kot bibliotekarski svetovalec) vodil Glasbene zbirke NUK. Leta 1987 je postal višji znanstveni sodelavec in kasneje znanstveni svetnik v Muzikološkem inštitutu ZRC SAZU, ki ga je v letih 1992-2004 (do upokojitve) vodil kot predstojnik. Mdr. je bil v redakcijski skupini Glasbenega terminološkega slovarja pri SAZU.  Poleg splošnih tem iz slovenske glasbene zgodovine se Klemenčič še posebno posveča raziskovanju življenja in dela Marija Kogoja ter obdobju klasicizma.
Je avtor več kot 90 del (pomembnejše samostojne izdaje): 
- Glasbeni rokopisi in tiski na Slovenskem do leta 1800: katalog (sestavila Janez Höfler in Ivan Klemenčič, 1967)
- Kompozicijski stavek v klavirskih skladbah Marija Kogoja, Slovenska akademija znanosti in umetnosti, 1976
- Slovenski glasbeni ekspresionizem: od začetkov do druge vojne, doktorska disertacija, 1985
- Slovenska filharmonija in njene predhodnice, 1988
- Slovenski glasbeni ekspresionizem, 1988;
- MUSICA NOSTER AMOR. Glasbena umetnost Slovenije od začetkov do danes (antologija na 16 zgoščenkah s spremno knjižno publikacijo, 272 str.), 2000; angl. prevod: Musical Art of Slovenia from its Beginnings to the Present. An Anthology, 2002.
- Slovenski skladatelji akademiki /Slovenian Composers Academicians, 2003;
- Slovenska glasba v evropskem okviru: izbrani spisi/Slovenian Music in the European Context: Selected Texts, 2008, 472 str.;
- Slovenske ljudske pesmi, 2008; Slovenian Folk Songs/Slovenske ljudske pesmi, 2016/17: e-izdaja; vse troje v zbirki MUSICA NOSTER AMOR)

Ukvarja se tudi z glasbeno kritiko in publicistiko, v zadnjem obdobju pa še zlasti z zgodovinsko-politično publicistiko s perspektive desnega političnega pola.
Njegov brat Vlado Klemenčič (1939-2014) je bil ekonomsko-politični publicist, podpredsednik izvršnega sveta SRS, ki ga je takrat vodil Janez Zemljarič, nato funkcionar v CK ZKS, v zadnjem obdobju pa bančnik.